# Adolf-Reichwein-Schule (Heusenstamm)
Die Adolf-Reichwein-Schule (ARS) ist eine staatliche Haupt- und Realschule mit Förderstufe in Heusenstamm. Sie ist nach dem deutschen Pädagogen und Widerstandskämpfer Adolf Reichwein benannt.

## Geschichte

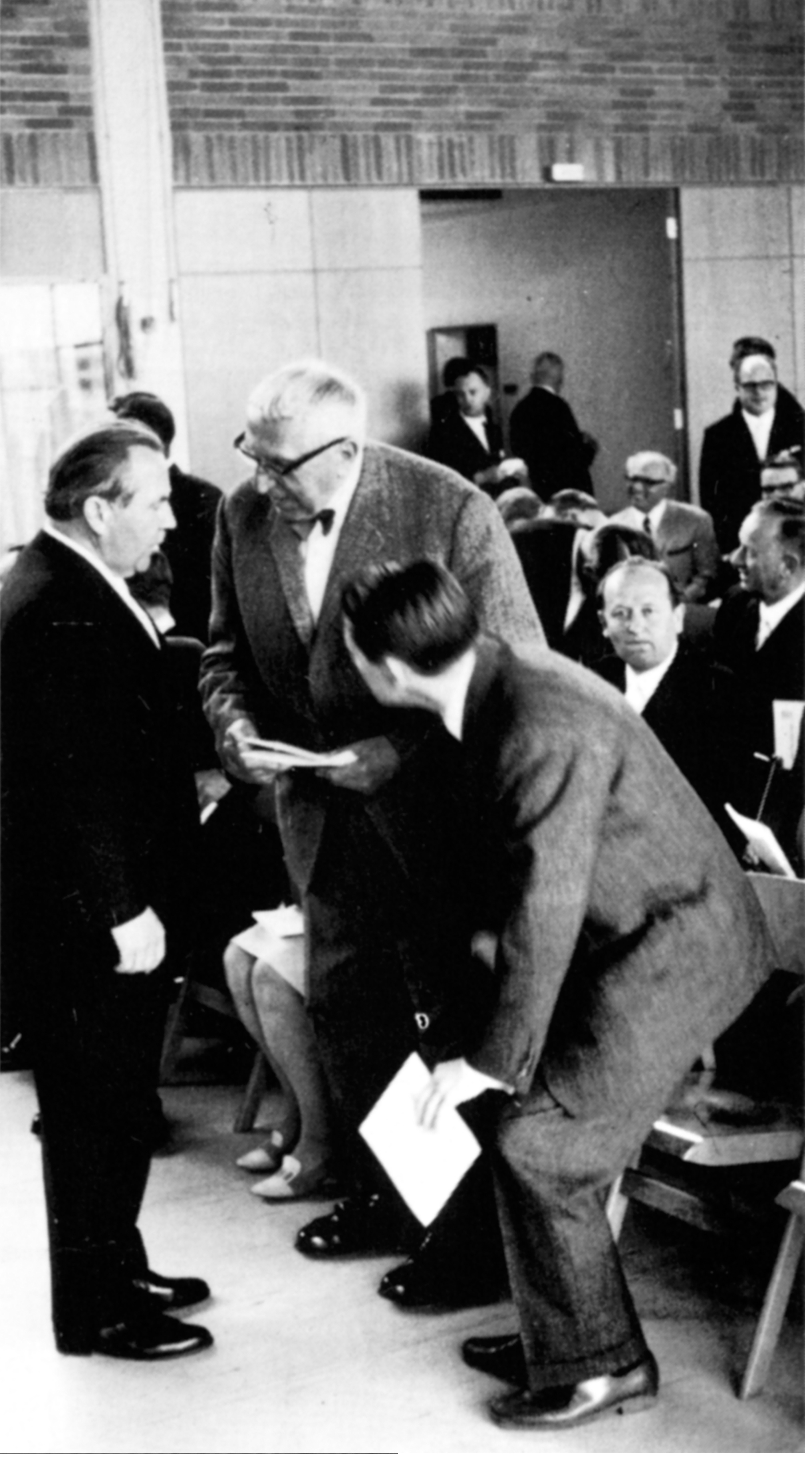
Ernst May (rechts stehend mit Brille) und Hans Hemberger (links) während der Einweihung der ARS (1967) in der Turnhalle

Die Grundsteinlegung der Schule erfolgte am 5. Juni 1964 durch den Bürgermeister Hans Hemberger. Hemberger selbst war Bauingenieur und Architekt, die Planung und Realisierung des Bauvorhabens führte jedoch Ernst May durch. Die Schule sollte neben der Volksschule die erste Mittelschule für die Stadt Heusenstamm enthalten. Zum Schuljahresbeginn 1965 konnte die damals einzige Grundschule Heusenstamms, die Adalbert-Stifter-Schule, nicht mehr alle Schüler aufnehmen, so dass der Schulbetrieb an der Leibnizstraße bereits aufgenommen wurde, obwohl die Gebäude nur teilweise fertiggestellt waren. Insgesamt wurden im ersten Jahr 340 Schüler in elf Volksschulklassen unterrichtet.
Erst am 20. Mai 1967, erfolgte die offizielle Einweihung der Schule, die inzwischen den Namen Adolf-Reichwein-Schule erhalten hatte. In den sechs Pavillons, den 24 Unterrichtsräumen des B- und C-Baus und den 7 Fachräumen des Hauptgebäudes (A-Bau) wurden im Einweihungsjahr bereits 680 Schüler von insgesamt 24 Lehrkräften unterrichtet. Die ARS umfasste neben den Klassen eins bis vier der Volksschule zwei Förderstufenjahrgänge, einen Hauptschul- und einen Realschulzweig und zwei, später auch vier Gymnasialklassen. Kurzzeitig war auch das Sekretariat des Adolf-Reichwein-Gymnasiums auf dem Schulgelände untergebracht.
Seit dem Schuljahr 1968/69 werden die Grundschulklassen in der neu gebauten Otto-Hahn-Schule und seit 1970/71 die Gymnasialklassen im Neubau des Gymnasiums auf der gegenüberliegenden Seite der Leibnizstraße unterrichtet.
In den 1970er Jahren besuchten die ARS, auch bedingt durch die geburtenstarken Jahrgänge etwa 1200 Schüler, davon zum Teil 450 in der bei Gründung als Schulversuch etablierten Förderstufe. Unterrichtet wurden sie von etwas mehr als 70 Lehrkräften. Um auch jungen Lehrerinnen nach der Geburt ihrer Kinder die Fortsetzung ihrer Tätigkeit zu ermöglichen und Lehrpersonal zu akquirieren, realisierte die Schulleitung eine schuleigene Krabbelstube im Obergeschoss des Hauptgebäudes, die über mehrere Jahre hinweg bestand.
In den Jahren 1970 bis 1977 nahmen Mannschaften am Wettbewerb Jugend trainiert für Olympia im Geräteturnen teil. Dreimal, in den Jahren 1975, 1976 und 1977, wurden sie Deutscher Schulmeister. Die ARS war in diesen Jahren als schulisches Leistungszentrum im Geräteturnen durch das Hessische Kultusministerium ausgezeichnet. Das Training übernahm der Sportlehrer Heinz Höf. Der ehemalige ARS-Schüler Daniel Winkler, Mitglied der schulischen Meistermannschaft 1975, wurde in den Jahren 1979 und 1980 Deutscher Jugendmeister am Reck und im Zwölfkampf, war 1984 Olympiateilnehmer in Los Angeles und 1988 in Seoul, nahm an vier Weltmeisterschaften und wurde 1985 deutscher Meister im olympischen Zwölfkampf und am Seitpferd.
Infolge der Möglichkeit, fünfte Klassen auch im Gymnasium einzurichten, nahm die Schülerzahl an der ARS seit 1987 kontinuierlich ab. Zehn Klassenräume, die in provisorischen Pavillons auf dem gesamten Schulgelände unterrichtet wurden, konnten abgerissen werden und somit die ursprüngliche Gestaltung und Aufteilung des Schulgeländes wieder hergestellt werden.

## Besondere Bildungs- und Lehrangebote
Auf dem vergleichsweise weitläufigen Schulgelände an der Leibnizstraße werden die Schüler in der Hauptschule auf die Berufs- und Arbeitswelt und in der Realschule außerdem auch auf jene Bildungsgänge vorbereitet, die nach zwei oder drei Jahren zur Hochschulreife führen. Ein besonderes Bildungsangebot bietet die ARS in den Jahrgangsstufen 5 und 6. Dort werden in der Förderstufe die Schüler durch differenzierende Unterrichtsangebote auf den Übergang in die Haupt- und Realschule vorbereitet.
Seit einigen Jahren bestehen zwei Intensivklassen, in denen Schüler, die erst kurze Zeit in Deutschland leben und keine deutschen Sprachkenntnisse besitzen, auf den Übergang in die Regelklassen vorbereitet werden. Als offene Ganztagsschule können Schüler im Rahmen von teilweise freiwilligen Angeboten auch am Nachmittag etwa bei der Anfertigung der Hausaufgaben oder im Rahmen von Förderkursen unterstützt werden. Besondere Bedeutung hat die seit 2017 bestehende Kooperation mit den Skyliners Frankfurt, im Rahmen derer bilinguale Basketballtrainingseinheiten stattfinden und die Mannschaften der ARS während des Schoolcups gegen andere Schulmannschaften aus dem Rhein-Main-Gebiet antreten.
Seit 1973 nimmt die ARS, damals als eine der ersten hessischen Schulen, an den von der Schutzgemeinschaft Deutscher Wald initiierten Jugendwaldspielen teil. Deren Ziel ist es, dass Schüler der Förderstufe im Frühsommer das Ökosystem Wald erleben und seine Bedeutung für das Klima, sauberes Grundwasser, den Erhalt und Schutz der Artenvielfalt entdecken.
Eine weitere Besonderheit stellt das Projekt Schüler kochen für Schüler dar. Täglich werden über 60 Hauptgerichte, Salate und Nachtische zubereitet und ausgegeben. Frische steht dabei an oberster Stelle. Dafür wird auf Kräuter, Obst und Gemüse aus dem eigenen Schulgarten zurückgegriffen.
Seit dem Jahr 2005 existiert ein Förderverein, der das Projekt finanziell und personell ebenso unterstützt wie die Ausstattung der schuleigenen Bibliothek, sportliche und künstlerische Aktivitäten der Schule, Kurse im Rahmen der Berufsvorbereitung, Förderkurse, Hausaufgabenhilfe und nachmittägliche Arbeitsgemeinschaften.
Erstmals im Jahr 2011 wurde der Schule das Gütesiegel Berufs- und Studienorientierung verliehen, das bestätigt, dass die ARS eine vorbildliche Berufsorientierung mit Förderung der Ausbildungsreife gestaltet und umsetzt. Im Schuljahr 2021/2022 wurde die ARS zum dritten Mal rezertifiziert und bekam somit das Gütesiegel bis zum Schuljahr 2026/2027 verliehen.
Im Sommer 2023 wurde der Schule die Auszeichnung „Umweltschule - Lernen und Handeln für unsere Zukunft“ durch das Hessische Ministerium für Landwirtschaft und Umwelt, Weinbau, Forsten, Jagd und Heimat und das Hessisches Ministerium für Kultus, Bildung und Chancen für ihr besondere Engagement im Bereich Umweltbildung und ökologische Bildung verliehen.

## Auslandsbeziehungen
Seit dem Jahr 1968 finden regelmäßige Austausch- und Studienfahrten nach Frankreich statt. Zunächst in die französische Partnerstadt Heusenstamms, nach Saint-Savin im französischen Département Vienne, später nach Rodez, etwa 150 km nordöstlich von Toulouse gelegen. Über viele Jahre hinweg wurden Austauschfahrten auch mit der polnischen Partnerschule in Iława am Rande der Masuren durchgeführt. Seit dem Jahr 2013 finden regelmäßig Besuche und Gegenbesuche mit Schülern des Istituto Corrade Melone, in Ladispoli, der dritten Partnerstadt Heusenstamms statt.

## Adolf-Reichwein-Schule als Kulturdenkmal

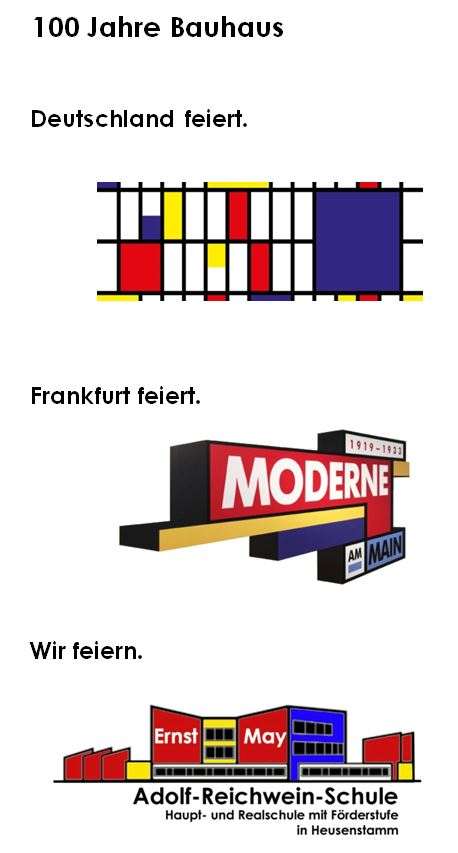
Einladung Denkmalschutzfeier

Das Hessische Landesamt für Denkmalpflege hat Ende 2018 den Schulkomplex, bestehend aus allen Schulgebäuden, dem Schulhof und den Freiflächen aus geschichtlichen, künstlerischen und städtebaulichen Gründen als Kulturdenkmal ausgewiesen. In der Begründung wurde insbesondere hervorgehoben, dass die Adolf-Reichwein-Schule der einzige Schulbau Ernst Mays aus der Nachkriegszeit ist, der ein- und zweigeschossige Klassenraumgebäude in Pavillonbauweise beziehungsweise als Schustertyp miteinander kombiniert. Die Anlage ist weitgehend unverändert und in seltener Vollständigkeit erhalten.
Ernst May, zwischen 1925 und 1930 Siedlungsdezernent der Stadt Frankfurt am Main und Hauptverantwortlicher für die Realisierung des Stadtplanungsprogramms Neues Frankfurt, war in den Jahren 1954 bis 1970 hauptsächlich mit der Planung und Realisierung städtischer Großwohnsiedlungen beschäftigt.
So sollte auch die Volks- und Realschule Heusenstamm im Rahmen der Stadterweiterung Heusenstamms durch die Wohnstadt Heusenstamm-West zu Beginn der 1960er Jahre gebaut werden. May beendete seine Zusammenarbeit mit der Neuen Heimat Ende 1964, der Auftrag der Stadt, vertreten durch den Bürgermeister Hans Hemberger, zum Bau der Schule blieb hiervon jedoch unberührt.
Vom dreistöckigen Hauptgebäude mit der von drei Seiten beleuchteten Pausenhalle gelangt man unter Laubengängen zu den beiden zweistöckige in Zeilenbauweise errichtete Gebäude und zu den sechs freistehenden erdgeschossigen Pavillons mit jeweils einem großen Klassen- und einem Vorraum. Den Pavillons zugeordnet sind jeweils gepflasterte Außenbereiche, die gleichzeitigen Unterricht im Klassenraum, im Vorraum und vor den großen Pavillonfenstern auf dem Außengelände ermöglichen.
In den beiden Gebäude in Zeilenbauweise hat May den Schustertyp so abgewandelt, dass die Treppenhäuser aus der Fassadenflucht herausgebaut sind und somit zwischen den Klassenräumen ein ebener, quadratischer Flurbereich entsteht, der ebenfalls für unterrichtliche Zwecke genutzt werden kann.
52 Jahre nach der offiziellen Einweihung Schule wurde am 27. Juni 2019 die Aufnahme in das Denkmalverzeichnis des Landes Hessen gefeiert und die Denkmalplakette am Schulhaus angebracht, genau in dem Jahr, in dem Deutschland das einhundertjährige Bestehen der Kunst-, Design- und Architekturschule Bauhaus und Frankfurt die Moderne am Main feierte.

## Galerie

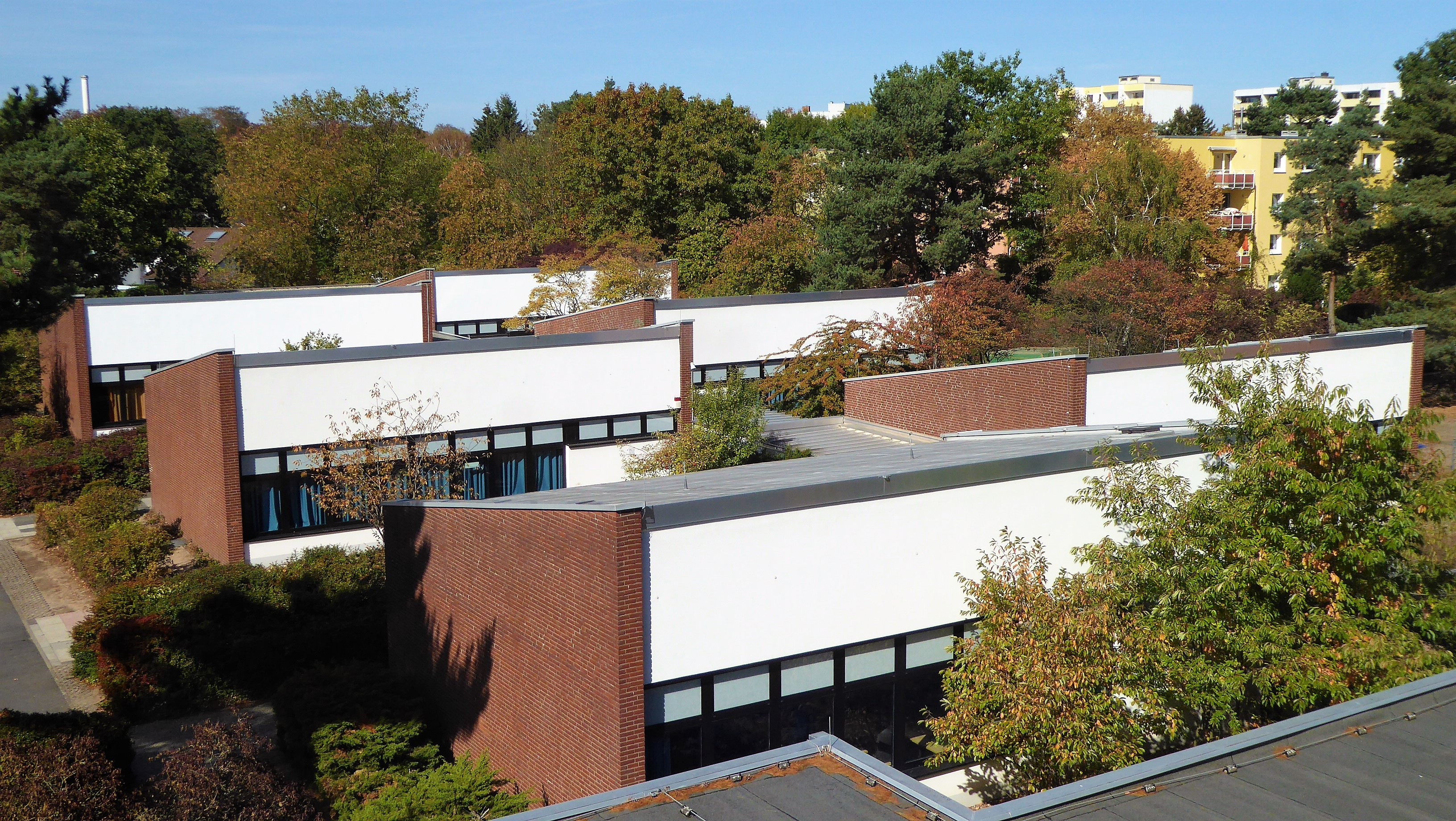
Pavillonanlage
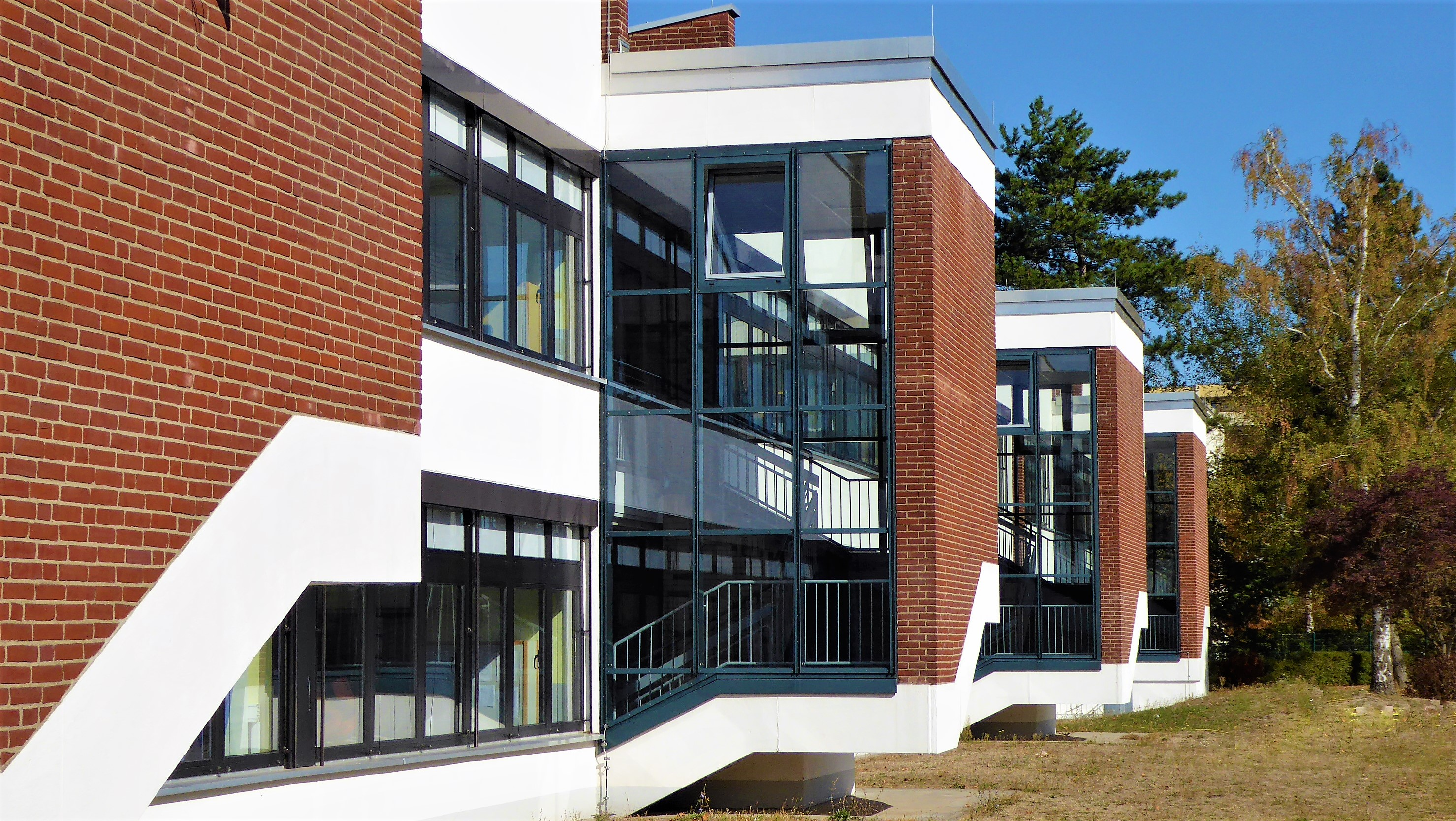
Treppenhäuser C-Bau
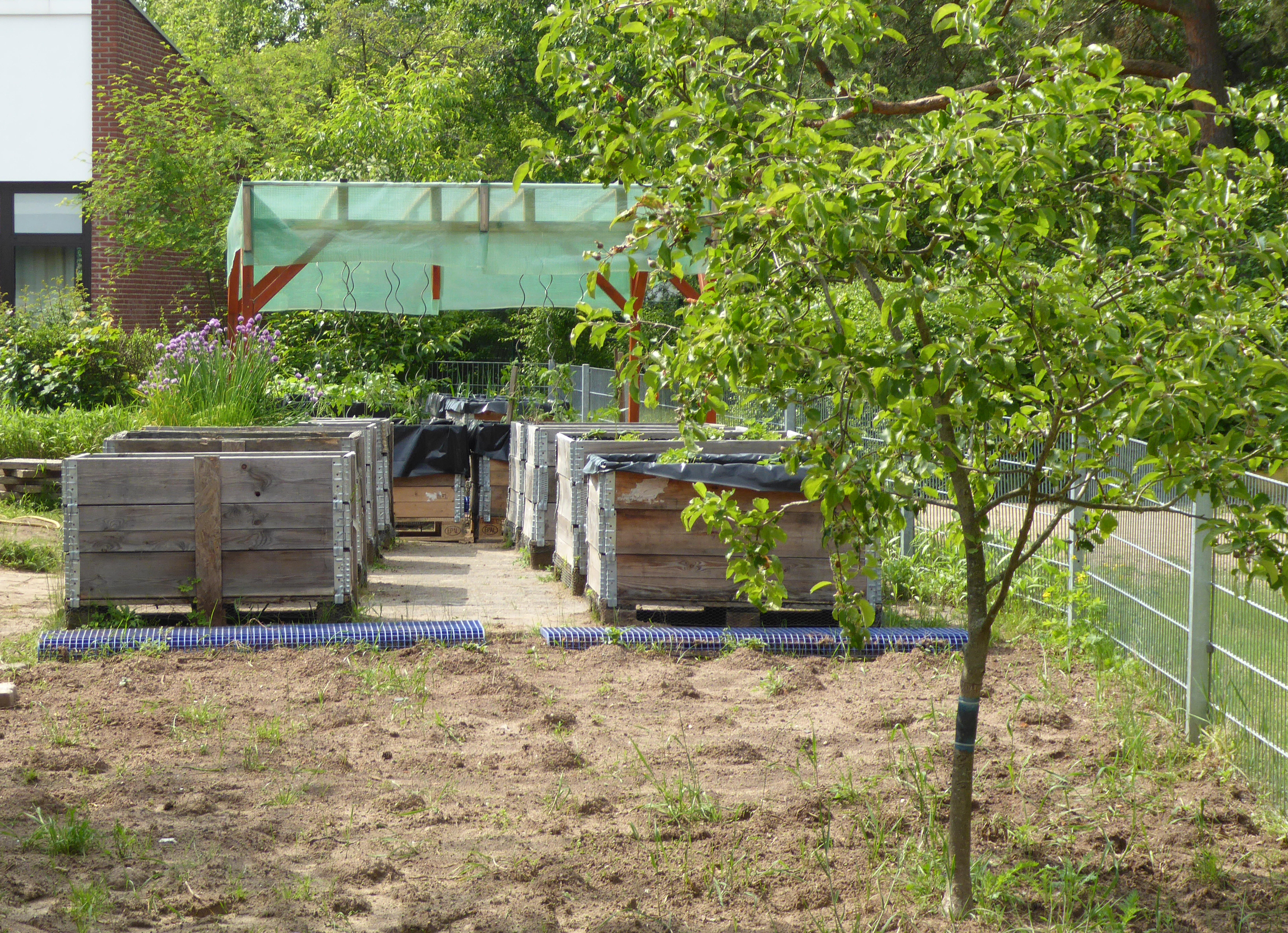
Schulgarten
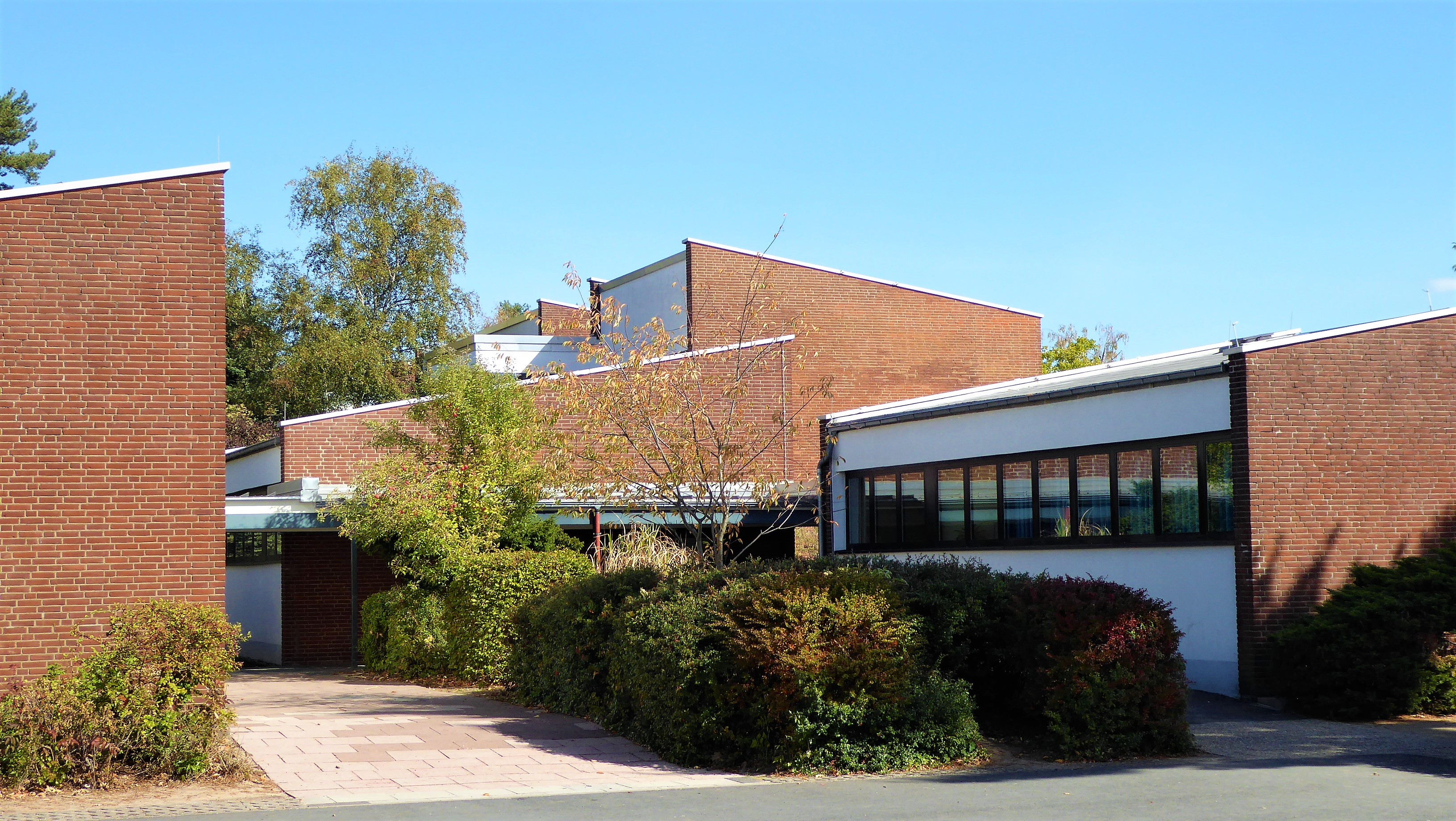
Pavillons mit Lernhof
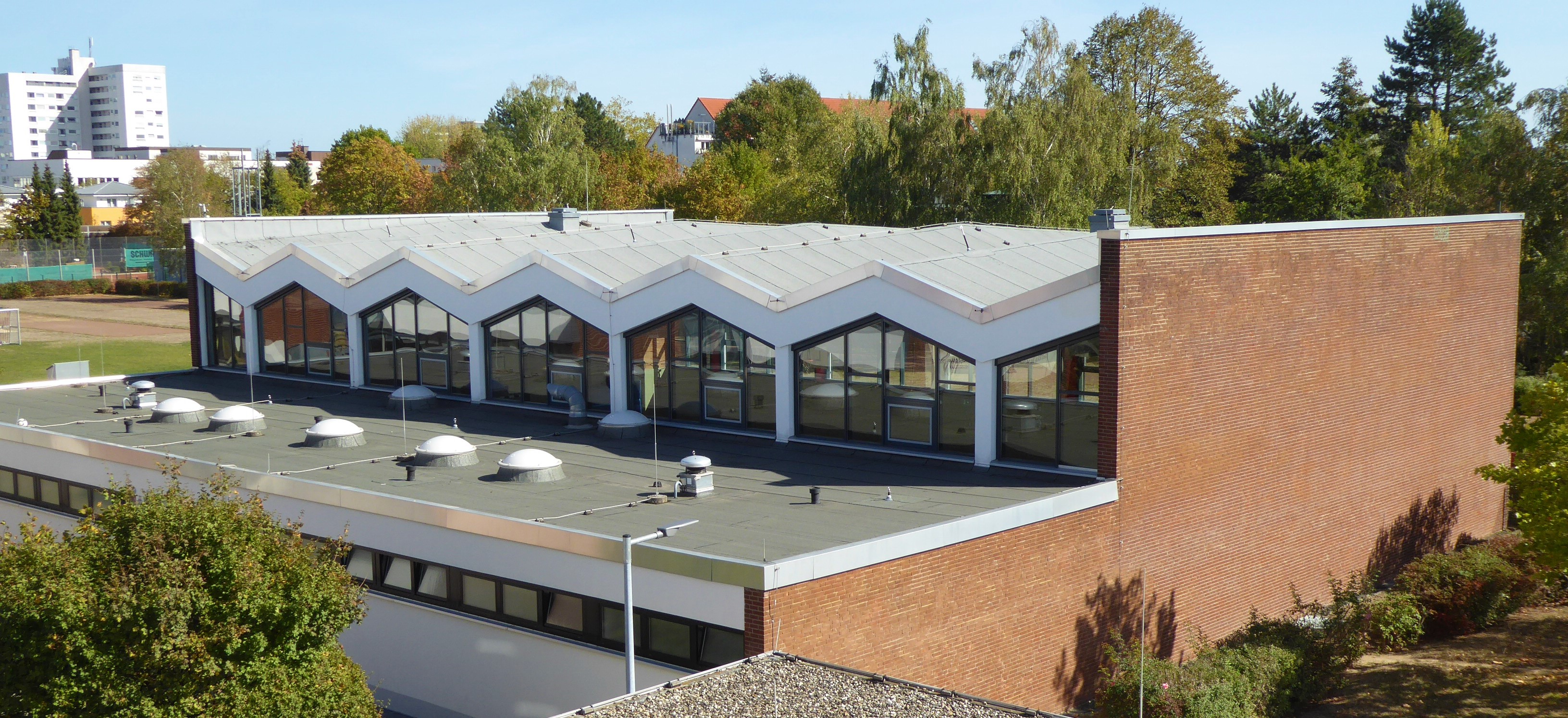
Turnhalle mit Grabendach

## Parallelen zu den Schulen und Ideen des Neuen Frankfurt
Ein zentrales Leitbild der Architekten und Stadtplaner des Neuen Frankfurt war „der neue Mensch der Moderne, der entschlossen ist, das Alte, Erstarrte hinter sich zu lassen“. Dieses Leitbild sollte bereits bei den Kindern und Jugendlichen verwirklicht werden und so setzten Ernst May bei der Planung der Reformschule am Bornheimer Hang, Eugen Kaufmann als Architekt der Ebelfeldschule in Praunheim und Martin Elsaesser mit der Römerstadtschule für die damalige Zeit neue pädagogische Ansätze auch architektonisch um.
Das Konzept der Freiflächenschule kommt an den Schulen der 1920er Jahre am Bornheimer Hang und in Praunheim, ebenso wie in Heusenstamm in besonderer Weise zum Tragen. Junge Menschen sollten nicht mehr in schlecht belüfteten und belichteten Klassenräumen mit einer nur einseitigen Fensterfront im sogenannten Kasernentyp unterrichtet werden, sondern in erdgeschossigen, beidseitig belichteten Klassenzimmern in Pavillons, denen nach Möglichkeit ein eigener Klassengarten zugeordnet war. Die Außenwände sollten mit zum Teil großflächigen, bis auf den Boden reichenden Fenstern ausgeführt sein, um den direkten Bezug zum Außenraum, zur Natur herzustellen und gleichzeitigen Unterricht im Klassenraum und draußen zu gewährleisten.
Die Schulen des Neuen Frankfurt sollten nicht mehr aus einem monolithischen Gebäude bestehen, sondern vielmehr aus einzelnen, dezentralen Gebäude, deren Dächer als Pultdach ausgeführt und die durch Laubengänge miteinander verbunden sind. Die einzelnen Bauten, bestehend aus niedrige Klassenraumgebäuden, höheren Verwaltungsgebäuden mit Fachräumen, die Turnhalle und das Hausmeisterhaus hatten meist Pultdächer. Voraussetzung für die dezentrale Anordnung der Gebäude war jedoch eine große Grundstücksfläche, die – sofern sie in die Natur eingebettet wurden – einen positiven Einfluss auf die Entwicklung der Kinder und Jugendlichen nehmen sollten. Neben der Pause im Grünen, sollte auch der Unterricht in und mit der Natur stattfinden. So wurden neben der Turnhalle auch Sportplätze, Grün- und Freiflächen sowie Schulgärten integriert. Erklärtes Ziel des Siedlungsbaus der 1920er Jahre in Frankfurt war, die Eigenversorgung der städtischen Bevölkerung mit Obst und Gemüse zu ermöglichen. Daher befanden sich in unmittelbarer Nähe zu den Siedlungen entsprechende Kleingartenanlagen. Folglich sollte auch in den Schulen den Kindern und Jugendlichen die Produktion, Verarbeitung und das Recycling von Nahrungsmitteln näher gebracht werden.
Die dezentrale Anordnung der Gebäude und deren Verbindung über Laubengänge realisierte May an der Adolf-Reichwein-Schule auf einem großzügigen Grundstück mit weiten Frei- und Grünflächen, die einen entdeckenden und erlebbaren Unterricht zulassen und gleichermaßen der Pausenerholung dienen. Analog zum Wasserbecken an der Schule am Bornheimer Hang in Frankfurt, plante Ernst May als zentralen Treffpunkt und Platzmitte auf dem Pausenhof in Heusenstamm einen Brunnen, der noch heute als Freilichtbühne für Schulveranstaltungen und Aufenthaltsbereich in den Pausen genutzt wird.
Neben einem großen Sportplatz wurde auch ein Schulgarten und eine Streuobstwiese auf dem Gelände an der Leibnizstraße realisiert. Beide werden bis heute durch die Schülerinnen und Schüler der Wahlpflichtkurse bewirtschaftet und Gemüse und Obst im Rahmen des Projektes Schüler kochen für Schüler für die Mittagsverpflegung und die belegten Brötchen für den Schulkiosk verarbeitet.
Ernst May griff im Unterschied zu den Frankfurter Gebäuden aus den 1920er Jahren an der Adolf-Reichwein-Schule den Schustertyp auf, eine Erschließungsmöglichkeit von Klassenräumen, die von Franz Schuster in den 1920er Jahren entwickelt wurde. Bei diesem liegen mindestens zwei Klassenräume in jedem Geschoss beidseitig am Treppenhaus an und ermöglichen somit eine zweiseitige Belichtung der Klassenräume, deren tief nach unten gezogene Fenster nicht nur den Lichteinfall erhöhen, sondern auch den Ausblick in die umgebende Landschaft und Natur ermöglichen sollten. In Heusenstamm wandelte May den klassischen Schustertyp ab. Der Treppenaufgang ist aus der Fassadenflucht des Gebäudes herausgebaut, somit entsteht zwischen den Klassenräumen ein ebener Flurbereich, der auch als Unterrichtsraum genutzt werden kann. Zusätzlich ist durch den Einbau großer Fensterflächen im Treppenaufgang auch hier eine optimale Belichtung und optische Verbindung zum Außenraum gewährleistet.